# نغارة
نغارة هي بلدة صغيرة في ولاية نغارة، إقليم كاجيرا، في تنزانيا، شرق أفريقيا.
بلدة نغارة صغيرة ويقدر عدد سكانها من 8000 إلى 10000 نسمة. المجتمع الدولي صغير مع الكنيسة الأنجليكانية في تنزانيا وأبرشية كاجيرا وأربع منظمات غير حكومية توظف حفنة من الموظفين المغتربين. من حين لآخر، هناك أيضًا موظفون زائرون ومستشارون ومبشرون.
يوم السوق في بلدة نغارة هو يوم السبت. يأتي الباعة من القرى المجاورة لبيع منتجاتهم الموسمية. خلال الأسبوع، يكون السوق مفتوحًا، لكن توافر المنتجات يكون أكثر محدودية. معظم العناصر الأساسية متوفرة. تشمل الفواكه والخضروات في الموسم الطماطم والجزر والباذنجان والسبانخ والفلفل الأخضر والأناناس والبابايا والمانجو والبرتقال. يمكن الحصول بسهولة على المحاصيل الغذائية الأساسية مثل الذرة والموز والأرز والبطاطس والفول والمنتجات المطحونة مثل دقيق القمح والسكر في نغارة. نغارة هي أيضا موقع في كينيا، في مقاطعة نيروبي.